# Round Mountain (Antarktika)
Der Round Mountain (englisch für Runder Berg) ist mit 2410 m der höchste Berg der Asgard Range im ostantarktischen Viktorialand. Er ragt an der Nordflanke es Taylor-Gletschers an der Ostseite der Inland Forts auf.
Teilnehmer der britischen Discovery-Expedition (1901–1904) benannten ihn nach seiner äußeren Erscheinung.